# Kuba-Affe
Der Kuba-Affe (Paralouatta varonai) ist eine ausgestorbene Primatenart, die auf der Insel Kuba vorkam und zumindest bis 3000 vor Christus lebte.
Seit 1987 wurden mehrere subfossile Überreste gefunden, darunter ein nahezu vollständiger Schädel und auch mehrere Teile des Körperskeletts. Die Funde deuten an, dass die Art ein Gewicht von zehn bis zwölf Kilogramm erreichte und möglicherweise zumindest zeitweise am Boden lebte.
Die Art erhielt ihren Gattungsnamen aufgrund oberflächlicher Ähnlichkeiten mit den Brüllaffen (Alouatta), für deren nahen Verwandten man sie zunächst hielt. Details des Zahn- und Kieferbaus schließen aber eine engere Verwandtschaft mit ihnen aus, heute ordnet man sie den Antillenaffen (Xenotrichini) zu, einer ausgestorbenen Primatengruppe der Großen Antillen. Als ihr nächster Verwandter gilt der Hispaniola-Affe (Antillothrix bernensis). 
Der genaue Zeitpunkt und die Ursachen des Aussterbens der Kuba-Affen sind unklar, sie dürfte aber in Zusammenhang mit der Besiedlung Kubas durch die Indianer stehen. Die jüngsten bekannte Funde werden auf ein Alter von rund 5000 Jahren datiert.

## Belege
1. ↑  Thomas A. Püschel, Jordi Marcé-Nogué, Justin Gladman, Biren A. Patel, Sergio Almécija und William I. Sellers: Getting Its Feet on the Ground: Elucidating Paralouatta’s Semi-Terrestriality Using the Virtual Morpho-Functional Toolbox. Frontiers in Earth Science, 2020, doi:10.3389/feart.2020.00079